# Clasificación para el Campeonato de Naciones de la Concacaf de 1971
La Clasificación para el Campeonato de Naciones de la Concacaf de 1971 fue el torneo que determinó a los clasificados a la Campeonato de Naciones de la Concacaf de 1971 a realizarse en Trinidad y Tobago.

## Zona del Caribe
Se disputaron dos play-off entre las selecciones de Guayana Neerlandesa y Guyana por un lado y Cuba y Jamaica por el otro lado. Clasificaron Guayana Neerlandesa y Cuba a la segunda ronda. Un tercer play-off estaba previsto entre Haití y Antillas Neerlandesas pero esta última selección se retiró.
| Equipo 1            | Agr. | Equipo 2              | Ida | Vuelta |
| ------------------- | ---- | --------------------- | --- | ------ |
| Guayana Neerlandesa | 7-3  | Guyana                | 4-1 | 3-2    |
| Jamaica             | 0-1  | Cuba                  | 0-1 | 0-0    |
| Haití               | w/o  | Antillas Neerlandesas | -   | -      |

### Primera ronda
| 15 de septiembre de 1971 | Guayana Neerlandesa | 4:1 | Guyana | Estadio Nacional, Paramaribo |  |

| 21 de septiembre de 1971 | Guyana | 2:3 | Guayana Neerlandesa | Bourda, Georgetown |  |

| 1 de octubre de 1971 | Jamaica | 0:1 (0:0) | Cuba      | Estadio Nacional, Kingston |  |
|                      |         |           | Massó 51' |                            |  |

| 3 de octubre de 1971 | Cuba | 0:0 | Jamaica | Campo Armada, La Habana   |  |
|                      |      |     |         | Árbitro(s): Jorge Narváez |  |

### Segunda ronda
Guayana Neerlandesa se negó a enfrentar a Haití y Cuba en el triangular final; por lo que Concacaf decidió otorgar la clasificación a Cuba y Haití.
| Equipo              | Pts.     | PJ       | PG       | PE       | PP       | GF       | GC       | Dif      |
| ------------------- | -------- | -------- | -------- | -------- | -------- | -------- | -------- | -------- |
| Haití               | Califica | Califica | Califica | Califica | Califica | Califica | Califica | Califica |
| Cuba                | Califica | Califica | Califica | Califica | Califica | Califica | Califica | Califica |
| Guayana Neerlandesa | Retiro   | Retiro   | Retiro   | Retiro   | Retiro   | Retiro   | Retiro   | Retiro   |

## Zona de Centroamérica
Se disputaron dos play-off entre las selecciones de El Salvador y Nicaragua por un lado y Honduras y Guatemala por el otro lado. Clasificaron El Salvador y Honduras a la segunda ronda.
| Equipo 1    | Agr. | Equipo 2  | Ida | Vuelta |
| ----------- | ---- | --------- | --- | ------ |
| Honduras    | 2-1  | Guatemala | 1-0 | 1-1    |
| El Salvador | 4-2  | Nicaragua | 3-2 | 1-0    |

### Primera ronda
| 5 de septiembre de 1971 | Honduras      | 1:0 (0:0) | Guatemala | Estadio Nacional, Tegucigalpa |                          |
|                         | Hernández 57' |           |           | Árbitro(s): Miguel López      | Árbitro(s): Miguel López |

| 12 de septiembre de 1971 | Guatemala    | 1:1 (1:0) | Honduras   | Estadio Mateo Flores, Ciudad de Guatemala |                            |
|                          | González 45' |           | Urquía 88' | Árbitro(s): Javier Galindo                | Árbitro(s): Javier Galindo |

| 9 de septiembre de 1971 | Nicaragua               | 2:3 (1:2) | El Salvador                  | Estadio General Somoza, Managua |                           |
|                         | Barrera 31', 65' (pen.) |           | Búcaro 26', 53' · Coreas 35' | Árbitro(s): Eladio Sibaja       | Árbitro(s): Eladio Sibaja |

| 15 de septiembre de 1971 | El Salvador | 1:0 (0:0) | Nicaragua | Estadio Flor Blanca, San Salvador |                            |
|                          | Zapata 67'  |           |           | Árbitro(s): Javier Galindo        | Árbitro(s): Javier Galindo |

### Segunda ronda
Un play-off debía enfrentar a las selecciones de Honduras y El Salvador pero esta última se retiró por culpa de la Guerra del Fútbol que opuso a ambos países. Honduras clasificó directamente al campeonato.
| Equipo 1 | Agr. | Equipo 2    | Ida | Vuelta |
| -------- | ---- | ----------- | --- | ------ |
| Honduras | w/o  | El Salvador | -   | -      |

## Zona de Norteamérica
Un play-off tuvo lugar entre las selecciones de México y Bermudas. México avanzó a la ronda final.
| Equipo 1 | Agr. | Equipo 2 | Ida | Vuelta |
| -------- | ---- | -------- | --- | ------ |
| Bermudas | 0-6  | México   | 0-2 | 0-4    |

| 6 de octubre de 1971 | Bermudas | 0:2 (0:1) | México                  | Estadio Nacional, Hamilton    |                               |
|                      |          |           | Borja 44' · Jiménez 49' | Árbitro(s): John Di Salvatori | Árbitro(s): John Di Salvatori |

| 13 de octubre de 1971 | México                                          | 4:0 (2:0) | Bermudas | Estadio Azteca, Ciudad de México |                           |
|                       | Borja 8' · Velarde 40', 62' · López Salgado 77' |           |          | Árbitro(s): Mario Canessa        | Árbitro(s): Mario Canessa |

## Calificados para elCampeonato de Naciones de la Concacaf de 1971
| Bandera de Haití | Bandera de Cuba | Bandera de Honduras | Bandera de México |
| Haití            | Cuba            | Honduras            | México            |